# 森優稀
森 優稀（もり ゆうき、1994年6月9日 - ）は、富山県氷見市出身のハンドボール選手。日本ハンドボールリーグの大阪ラヴィッツ所属。

## 経歴
氷見市立北部中学校時代は2009年の第18回JOCジュニアオリンピックカップで優秀選手に選ばれた。
中学卒業後は富山県立氷見高等学校へ進学し、2010年に日本代表U-16に選出された。
2011年は第4回女子ユースアジア選手権の日本代表U-18に選出。2012年には第4回女子ユース世界選手権の日本代表U-18に選ばれた。
高校卒業後は大阪体育大学へ進学。2013年は第12回女子ジュニアアジア選手権の日本代表U-20に選出された。
2015年は西日本学生ハンドボール選手権大会で特別賞を受賞。
2017年2月に大阪ラヴィッツへ加入。

## 詳細情報

### 年度別成績
| 年       | チーム         | 試合 | フィールド 得点 | 率   | 7m  | 合計  | 警告 | 退場 | 失格 |
| -------- | -------------- | ---- | --------------- | ---- | --- | ----- | ---- | ---- | ---- |
| 2017-18  | 大阪ラヴィッツ | 24   | 10/16           | .625 | 0/0 | 10/16 | 1    | 1    | 0    |
| 2018-19  | 大阪ラヴィッツ | 24   | 28/43           | .651 | 0/0 | 28/43 | 4    | 3    | 0    |
| JHL：2年 | JHL：2年       | 48   | 38/59           | .644 | 0/0 | 38/59 | 5    | 4    | 0    |

- 各年度の太字はリーグ最高

### 記録

#### 日本ハンドボールリーグ
- フィールドゴール初得点：2018年1月28日、対オムロン戦（ブラザー体育館）[8]

### 背番号
- 15 (2017年 - )